# 阿莉恰·罗索尔斯卡
阿莉恰·罗索尔斯卡（波蘭語：Alicja Rosolska，1985年12月1日—），波兰女子网球运动员。她曾代表波兰参加2009年夏季世界大学生运动会网球比赛，获得二枚银牌。她也曾参加2008年、2012年和2020年夏季奥运会。